# Archichlora triangularia
Archichlora triangularia là một loài bướm đêm trong họ Geometridae.